# DNS-polimeráz λ
A DNS-polimeráz λ, más néven Pol λ az összes eukariótában megtalálható enzim, melyet a POLL gén kódol.

## Funkció
A Pol λ a DNS-polimerázok X-családjába tartozik. Feltehetően a kettősszáltörés-javítás egyik módja, a nem homológ végcsatlakoztatás során a hiányzó nukleotidokat szintetizálja. Az NHEJ a magasabbrendű eukariótákban a DNS-kettősszál-törések javításának fő módja. A kromoszomális DSB-k a DNS-károsodás legsúlyosabb változatai. Az NHEJ során a hibás DNS-végek párosítása során létrejött duplexek általában kis réseket tartalmaznak, melyeket egy DNS-polimeráz, például a DNS-polimeráz λ ki tud tölteni.
A Pol λ kristályszerkezete alapján a DNS-replikációt katalizáló DNS-polimerázokkal szemben a Polλ az előre haladó DNS-szál 5’-foszfátjával jelentős mértékben érintkezik. Ez lehetővé teszi a kettősszál-törés két végének stabilizálását és megmagyarázza a Pol λ szerepét a nem homológ végcsatlakoztatásban.
A NHEJ mellett a Pol λ részt vehet báziseltávolításos javításban, ahol a DNS-polimeráz β hiányában aktív. A BER a fő javítási mód DNS-alkiláció, -oxidáció, -depurináció/depirimidináció és -dezamináció esetén.
Katalitikus polimerázdoménje mellett a Pol λ 8 kDa-os és BRCT doménnel is rendelkezik. Előbbi 5’-dezoxiribózfoszfát-csoportot száltörés esetén eltávolítani képes liáz. A BRCT domain a DNS-javító fehérjékben gyakori foszfopeptidkötő domén és feltehetően a fehérje-fehérje kölcsönhatások koordinálásában fontos. A Pol λ szerkezetileg és funkcionálisan hasonlít a DNS-polimeráz μ-re, az X-család másik tagjára, mely szintén részt vesz az NHEJ-ben. A Pol μ-höz hasonlóan a Pol λ résztvesz a V(D)J-rekombinációban, mely lehetővé teszi a B-sejt- és T-sejt-receptor diverzitását a gerinces immunrendszerben. Míg a Pol μ a nehéz, a Pol λ a könnyű lánc átrendezésében fontos. A Saccharomyces cerevisiae közös homológot tartalmaz mindkettővel, ez a Pol4.
A transzléziós szintézis károsodástűrési mechanizmus, ahol speciális DNS-polimerázok váltják fel a replikatívakat a replikáció során történt DNS-károsodáson túli másoláskor. A DNS-polimeráz λ a bázismentes helyek és a 8-oxodG transzléziós szintézisében fontos.
A Pol λ-NLS a BRCT- és PSR-domének okozta magi lokalizáción való túllépéshez szükséges. N-terminális nem katalitikus doménjei befolyásolják elhelyezkedését a sejtben és a DNS-károsodásra adott válaszát. A homozigóta Pol λ–/–/Pol β–/– egérembrió-fibroblasztok (MEF λ–/–/β–/– kisebb túlélési arányt mutattak a vad típusú MEF-ekhez képest.

## Kölcsönhatások
A Pol λ kölcsönhat a PCNA-val, a PAXX-szel és paralógjaival, az XLF-fel és XRCC4-gyel, melyek az aktivitását irányítják a DNS-javítás során, és együttműködnek a DNS-végek csatlakoztatásában.

## Klinikai jelentőség

### Rák
Az R438W DNS-polimeráz λ-mutációjú mellrákban az ösztrogének sejtátalakulást és mutagenezist okoznak. Ez az egypontos nukleotid-polimorfizmus hibás Pol λ-t okoz, amely állandósítja a 8-oxoguanin-léziókat, szemben a vad típussal, mely ezeken hiba nélkül halad tovább. Tehát e pontmutáció megnöveli az ösztrogénasszociált mellrák kockázatát.

### Kutatások
Az l-nukleotidanalógokat be tudja illeszteni a Pol λ. 2 l-nukleozidanalóg – a lamivudin és az emtricitabin – HIV és hepatitis B ellen használatos. Szemben a 
d-nukleozidokkal, az l-nukleozidok először az aktív hely argininjével kölcsönhatnak, majd a templáttal párosulnak.

## Fordítás
Ez a szócikk részben vagy egészben  a   DNA polymerase lambda című angol Wikipédia-szócikk ezen változatának fordításán alapul.  Az eredeti cikk szerkesztőit annak laptörténete sorolja fel. Ez a jelzés csupán a megfogalmazás eredetét és a szerzői jogokat jelzi, nem szolgál a cikkben szereplő információk forrásmegjelöléseként.